# This Is Me… Then
This Is Me… Then é o terceiro álbum de estúdio e quarto álbum de carreira da cantora americana Jennifer Lopez, lançado pela gravadora Epic Records em Novembro de 2002. O álbum estreou no #6 na Billboard 200, vendendo 314,000 exemplares na semana de seu lançamento, permanecendo no top vinte por doze semanas consecutivas. Nos Estados Unidos o álbum vendeu mais de 2,5 milhões de cópias e mais de seis milhões de cópias em todo o mundo.

## Música

### Canções
A música "You Belong to Me" de 1978 da cantora Carly Simon, foi regravada por Jennifer Lopez e faz parte desse álbum. No Brasil, a música foi lançada na trilha sonora internacional da novela Mulheres Apaixonadas. A música "The One" foi lançada nas rádios da Europa, ficando em #41 no Romanian Top 100. A canção "Dear Ben" fala sobre o relacionamento de Jennifer Lopez com o ator Ben Affleck, seu ex-noivo.

### Singles
O álbum teve quatro singles lançados: "Jenny from the Block" influenciado por Hip hop old school, tem a participação dos rappers Styles P e Jadakiss. "All I Have" com a participação do rapper LL Cool J, foi a primeira balada do álbum a ser lançada. "I'm Glad" que teve seu videoclipe inspirado no filme de 1983, Flashdance. "Baby I Love U!" foi a segunda balada e o último single do álbum a ser lançado.

## Faixas
| Edição padrão  |                                                  | |         |  |
| N.º            | Título                                           | Compositor(es)                                                                                               | Duração |  |
| 1.             | "Still"                                          | Casey James, Leroy Bell, Loren Hill, Rich Shelton, Kevin Veney, Leonard Huggins                              | 3:40    |  |
| 2.             | "Loving You"                                     | Rooney, Michael Garvin, Troy Oliver, James Mtume, Tom C. Shapiro                                             | 3:45    |  |
| 3.             | "I'm Glad"                                       | Rooney, Oliver, Andre Deyo, J.B. Weaver, Jr.                                                                 | 3:42    |  |
| 4.             | "The One"                                        | Linda Creed, Rooney, Thom Bell, Davy Deluge                                                                  | 3:36    |  |
| 5.             | "Dear Ben"                                       | Rooney, Bernard Edwards Jr.                                                                                  | 3:14    |  |
| 6.             | "All I Have" (com LL Cool J)                     | Curtis Richardson, Ron G, Lisa Peters, William Jeffrey, Makeba Riddick                                       | 4:14    |  |
| 7.             | "Jenny from the Block" (com Styles P e Jadakiss) | Samuel Barnes, Jean-Claude Olivier, Oliver, Deyo, Scott Sterling, M. Oliver, Fernando Arbex, Lawrence Parker | 3:08    |  |
| 8.             | "Again"                                          | Rooney, Oliver, Reggie Hamlet                                                                                | 5:47    |  |
| 9.             | "You Belong to Me"                               | Carly Simon, Michael McDonald                                                                                | 3:30    |  |
| 10.            | "I've Been Thinkin"                              | Rooney, Shea                                                                                                 | 4:41    |  |
| 11.            | "Baby I Love U!"                                 | John Barry, Rooney, Shea                                                                                     | 4:43    |  |
| 12.            | "The One (Version 2)"                            | Corey Rooney, Davy Deluge, Jennifer Lopez, Linda Creed, Thom Bell                                            | 3:31    |  |
| Duração total: | Duração total:                                   | Duração total:                                                                                               | 46:62   |  |

| Edição do Brasil |                                                    |         |  |
| N.º              | Título                                             | Duração |  |
| 13.              | "Jenny from the Block" (Album Version Without Rap) | 2:49    |  |

| Edição do México / Europa |                                                      |         |  |
| N.º                       | Título                                               | Duração |  |
| 13.                       | "I'm Gonna Be Alright" (Track Masters Remix com Nas) | 2:52    |  |

| Disco bônus    |                                                          |         |  |
| N.º            | Título                                                   | Duração |  |
| 1.             | "Jenny from the Block" (Seismic Crew's Latin Disco Trip) | 6:41    |  |
| 2.             | "All I Have" (Ignorants Mix com LL Cool J)               | 4:03    |  |
| 3.             | "I'm Glad"" (Paul Oakenfold Perfecto Remix)              | 5:47    |  |
| 4.             | "The One" (Bastone & Burnz Club Mix)                     | 7:40    |  |
| 5.             | "Baby I Love U!" (R. Kelly Remix)                        | 4:11    |  |
| Duração total: | Duração total:                                           | 27:42   |  |

## Prêmios e indicações
| American Music Awards                 | Artista Feminina de Pop/Rock Favorita     | Jennifer Lopez                  | Venceu   |
| Billboard Latin Music Awards          | Single Dance Latino Mais Vendido          | I'm Glad (Paul Oakenfold Remix) | Venceu   |
| ASCAP Awards                          | Canção Mais Executada                     | All I Have                      | Venceu   |
| BMI Awards                            | Canção Vencedora                          | All I Have                      | Venceu   |
| BMI Awards                            | Canção Vencedora                          | Jenny from the Block            | Venceu   |
| Teen Choice Awards                    | Escolha de Melhor Colaboração             | All I Have                      | Indicado |
| Teen Choice Awards                    | Escolha de Melhor Single Musical          | All I Have                      | Indicado |
| Teen Choice Awards                    | Escolha de Melhor Canção de Amor          | I'm Glad                        | Indicado |
| Teen Choice Awards                    | Escolha de Melhor Álbum                   | This Is Me... Then              | Indicado |
| Teen Choice Awards                    | Escolha de Melhor Artista Crossover       | Jennifer Lopez                  | Indicado |
| Teen Choice Awards                    | Hottie Feminina                           | Jennifer Lopez                  | Indicado |
| Teen Choice Awards                    | Escolha de Melhor Artista R&B/Hip-Hop     | Jennifer Lopez                  | Venceu   |
| Teen Choice Awards                    | Escolha de Ícone Fashion                  | Jennifer Lopez                  | Venceu   |
| Teen Choice Awards                    | Artista Feminina                          | Jennifer Lopez                  | Indicado |
| Groovevolt Music & Fashion Awards     | Melhor Colaboração, Duo ou Grupo          | All I Have                      | Indicado |
| Groovevolt Music & Fashion Awards     | Melhor Álbum Feminino                     | This Is Me... Then              | Indicado |
| Groovevolt Music & Fashion Awards     | Vídeo do Ano                              | I'm Glad                        | Indicado |
| MTV Video Music Awards                | Melhor Vídeo Feminino                     | I'm Glad                        | Indicado |
| MTV Video Music Awards                | Melhor Vídeo Dance                        | I'm Glad                        | Indicado |
| MTV Video Music Awards                | Melhor Coreografia em um Vídeo            | I'm Glad                        | Indicado |
| MTV Video Music Awards                | Melhor Direção de Arte                    | I'm Glad                        | Indicado |
| MTV Video Music Awards Japan          | Melhor Vídeo Feminino                     | Jenny from the Block            | Indicado |
| Nickelodeon Kids' Choice Awards       | Canção Favorita                           | Jenny from the Block            | Indicado |
| Nickelodeon Kids' Choice Awards       | Cantora Feminina Favorita                 | Jennifer Lopez                  | Indicado |
| MTV Europe Music Awards               | Melhor Artista R&B                        | Jennifer Lopez                  | Indicado |
| IFPI Hong Kong Top Sales Music Awards | 10 Lançamentos Estrangeiros Mais Vendidos | This Is Me... Then              | Venceu   |

## Desempenho nas tabelas musicais

### Posições
| Tabelas musicais (2002)                         | Melhor posição |
| ----------------------------------------------- | -------------- |
| Austrália - Australian ARIA Albums Chart        | 14             |
| Bélgica - Belgian Ultratop 50 Albums (Flanders) | 6              |
| Bélgica - Belgian Ultratop 50 Albums (Wallonia) | 6              |
| Canadá - Canadian Albums Chart                  | 5              |
| Países Baixos - Dutch Albums Chart              | 4              |
| Europa - European Top 100 Albums                | 3              |
| França - French SNEP Albums Chart               | 4              |
| Alemanha - German Albums Chart                  | 4              |
| Japão - Japanese Oricon Albums Chart            | 9              |
| Noruega - Norwegian Albums Chart                | 13             |
| Suíça - Swiss Albums Chart                      | 3              |

| Tabelas musicais (2003)                        | Melhor posição |
| ---------------------------------------------- | -------------- |
| Áustria - Austrian Albums Chart                | 7              |
| Dinamarca - Danish Albums Chart                | 13             |
| Finlândia - Finnish Albums Chart               | 10             |
| Hungria - Hungarian Mahasz Albums Chart        | 9              |
| Irlanda - Irish Albums Chart                   | 15             |
| Itália - Italian FIMI Albums Chart             | 11             |
| Nova Zelândia - New Zealand RIANZ Albums Chart | 19             |
| Polónia - Polish Albums Chart                  | 19             |
| Portugal - Portuguese Albums Chart             | 22             |
| Suécia - Swedish Albums Chart                  | 7              |
| Reino Unido - UK Albums Chart                  | 13             |
| Estados Unidos - Billboard 200                 | 2              |
| Estados Unidos - Top R&B/Hip-Hop Albums        | 5              |
| Estados Unidos - Top Internet Albums           | 2              |

### Vendas e certificações
| País           | Certificadora | Certificação | Vendas    |
| -------------- | ------------- | ------------ | --------- |
| Austrália      | ARIA          | Platina      | 70,000    |
| Austria        | IFPI          | Ouro         | 10,000    |
| Bélgica        | IFPI          | Ouro         | 15,000    |
| Canadá         | Music Canada  | 2× Platina   | 200,000   |
| Europa         | IFPI          | Platina      | 1,000,000 |
| Finlândia      | IFPI          | Ouro         | 19,998    |
| França         | SNEP          | 2× Platina   | 320,000   |
| Alemanha       | IFPI          | Ouro         | 100,000   |
| Hungria        | Mahasz        | Ouro         | 3,000     |
| Holanda        | NVPI          | Ouro         | 30,000    |
| Nova Zelândia  | RIANZ         | Ouro         | 7,500     |
| Portugal       | AFP           | Ouro         | 10,000    |
| Suécia         | IFPI          | Ouro         | 20,000    |
| Suíça          | IFPI          | Platina      | 40,000    |
| Reino Unido    | BPI           | Platina      | 300,000   |
| Estados Unidos | RIAA          | 2× Platina   | 2,500,000 |
| Mundo          | IFPI          | 2× Platina   | 5,000,000 |